# Quatuor Komitas
Le Komitas Quartet (en anglais : Komitas string Quartet ; en russe : Квартет имени Комитаса ; en arménien : Կոմիտասի անվան պետական լարային քառյակ) est un quatuor à cordes, ensemble musical fondé à Moscou en novembre 1924. Il s'agit du plus ancien quatuor à cordes dans le monde à poursuivre son activité et aujourd'hui, à la troisième et quatrième génération des musiciens membres.

## Premiers membres
Les membres fondateurs étaient quatre étudiants arméniens talentueux du Conservatoire Tchaïkovski de Moscou :
- Avet Gabrielyan (1er violon de 1924 à 1976)
- Levon Ogandjanyan (second violon de 1924 à 1933)
- Mikael Terian (Микаэл Тэриан) (alto, de 1924 à 1936)
- Sergey Aslamazian (violoncelle de 1924 à 1968)

L'ensemble a donné son premier concert en février 1925, sous le nom de Quatuor du conservatoire de Moscou.

## Origines
Le quatuor, bien connu parmi les ensembles arméniens, porte le nom de Komitas (Soghomon Soghomonyan, 1869–1935) depuis 1932. Komitas était un moine dont le génie a apporté une renaissance à la musique arménienne au tournant du XXe siècle. Au cours de sa vie créatrice sans interruption, le quatuor — qui a célébré son 90e anniversaire en 2014 — s'est fait connaître dans le monde entier, participant à de nombreux festivals internationaux, donnant des concerts dans plus de 80 pays — depuis 1953, hors de Russie ; en 1963 à la Maison-Blanche — et présentant les plus hauts standards d'interprétation.
Le quatuor a joué avec Alexandre Goldenweiser, Heinrich Neuhaus, Sviatoslav Richter, Nina Dorliak, Emil Guilels, Dmitri Chostakovitch, Mstislav Rostropovitch, Victor Merjanov, Konstantin Igoumnov, Walter Zeufert, Mario Brunello, Anahit Nersesyan et d'autres grands musiciens. Aram Khachaturian décrit le quatuor comme le joyau de la culture musicale de l'Arménie. De nombreux compositeurs arméniens et étrangers ont dédié des œuvres au quatuor. Le quatuor a été remporté les Prix d'État de l'URSS et de la RSS d'Arménie. Le dernier prix est l'ordre de Saint Mesrop Mashtots donné en 2010 à Eduard Tadévossian, par le Président d'Arménie. Les membres du quatuor sont la troisième et la quatrième génération d'interprètes.
Fixé à Moscou depuis sa fondation, le quatuor est depuis 1976, basé à Erevan.

## Membres actuels
- Eduard Tadévossian (1er violon depuis 1976)
- Syuzi Yeritsyan (second violon, depuis 2008)
- Aleksandr Kosemyan (alto, depuis 1990)
- Hasmik Vardanyan (violoncelle, depuis 2010)

## Discographie (sélection)
Le quatuor a fait un certain nombre de séries d'enregistrements à l'époque de l'URSS et a publié de nombreux albums en Russie, au Royaume-Uni, en France et aux États-Unis. En 2007, un album intitulé « Compositeurs contemporains arméniens » est publié sur le label VEM.
L'album « Miniatures folkloriques arméniennes » constitué d'arrangement de pièces traditionnelles, est publié en novembre 2010, grâce à une subvention du Ministère de la culture d'Arménie.
- Lokchine, Quintette avec clarinette - Ivan Mozgovenko, clarinette ; Quatuor Komitas (1956, Melodiya MEL CD 19 2446) (OCLC 981897726)
- Chostakovitch, Deux pièces pour octuor à cordes, op. 11 - Quatuor Beethoven et Quatuor Komitas (1969, Melodiya MEL CD 10 00861) (OCLC 244223069)
- Goloubev, Quintette pour harpe et quatuor à cordes en ut mineur, op. 39 - Vera Doulova, harpe ; Quatuor Komitas (1995, Russian Disc) (OCLC 900874433)
- Khatchaturian, 16 pièces extraites des ballets Gayaneh, Spartacus et Masquerade (arrangement pour quatuor à cordes de Yasha Papian) - Quatuor Komitas (2006, Indie) (OCLC 181374382)
- Lost songs from Eden - Gevorg Dabaghyan, duduk ; Kamo Khachatryan, Dohol ; Quatuor Komitas (2007, Traditional Crossroads) (OCLC 231635342)